# همسر

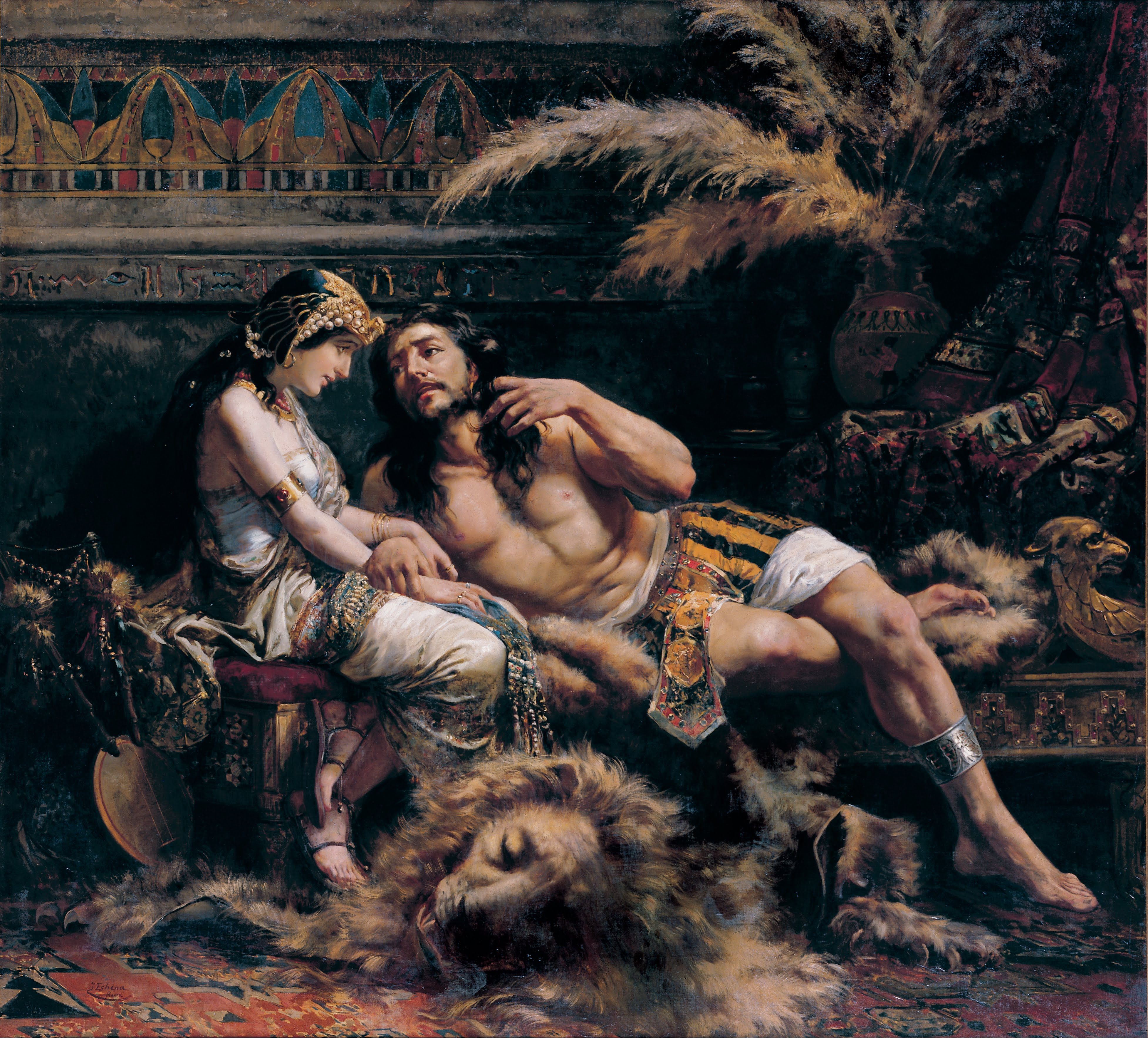
سامسون و دلیله

هَمسَر یا شریک زندگی یک دیگرِ نشان دار است در یک ازدواج، اتحاد مدنی، یا ازدواج همدار-قانون. این ترم خنثای جنسیتی است، به این معنی که یک مرد و یک زن دگرجنس‌گرا برای یکدیگر این واژه یا اصطلاح را به کار ببرند. به همسرِ نر، شوهر (husband) و به همسرِ ماده، زن (wife) گفته می شود.
تقریباً در همه جوامع و ملل ازدواج یک زن را تنها با یک مرد به‌طور همزمان جایز می‌دانند ولی در برخی جوامع، ازدواج مرد را با چند زن به‌طور همزمان جایز می‌دانند و بعضاً متداول هم هست. اخیراً در برخی از جوامع هم ازدواج یک زن را به چند مرد به‌طور همزمان مجاز می‌دانند، به این شیوه از ازدواج، چند همسری که در مقابل تک همسری می‌باشد می‌گویند.

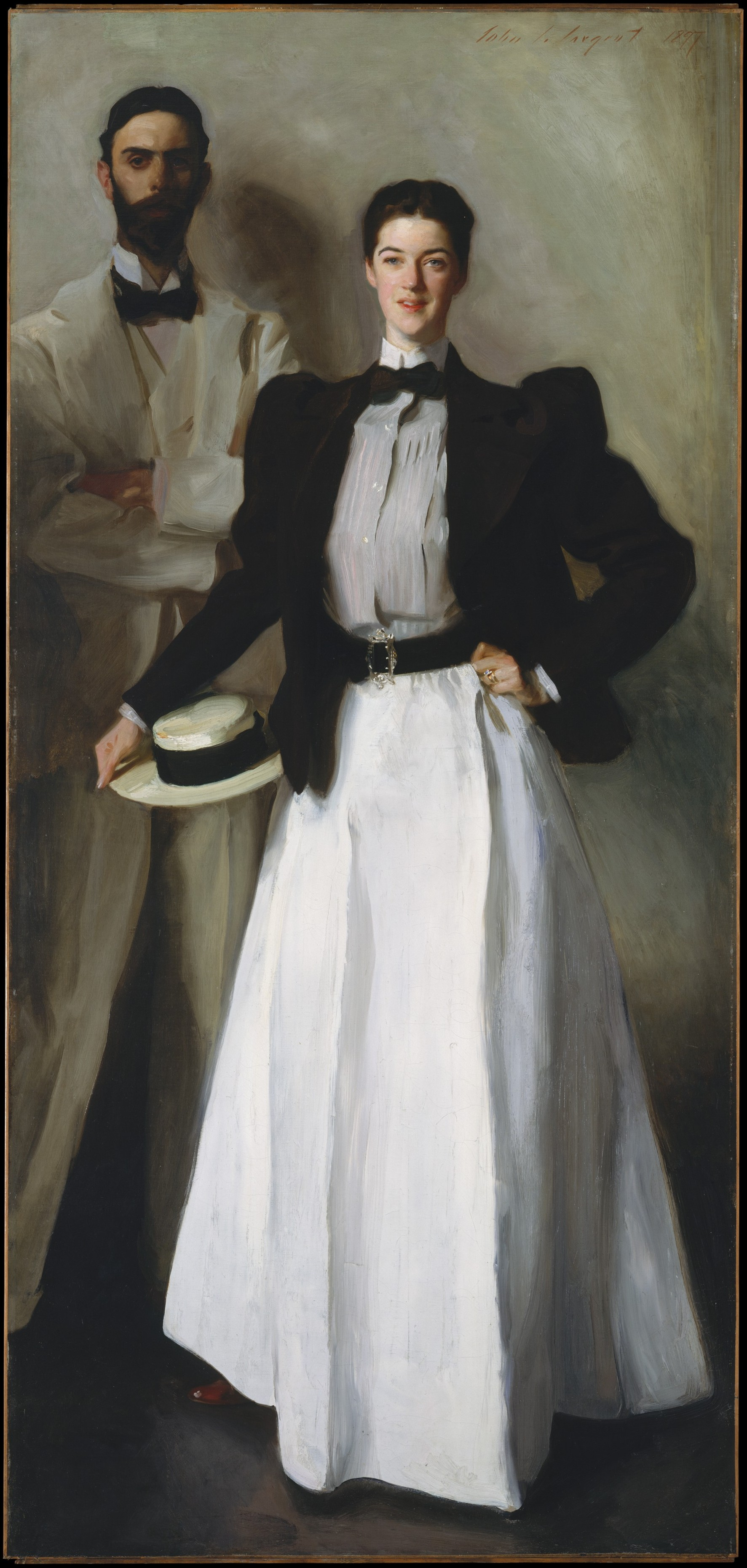
آقا و خانم آیزاک نیوتون فیلیپز استوکز